# سلطان سهاک
سلطان سهاک یا سلطان اسحاق (۷۹۸–۶۷۵ ه‍.ق) یک شخصیت مقدس در دین یارسان است. از او به عنوان بنیانگذار آیین یارسان یاد می‌شود. پیروان دین یاری وی را به نام‌های سلطان حقیقت و صاحب کرم نیز می‌شناسند و او را اصلی‌ترین مظهر جلوهٔ ذات حق می‌دانند.

## زندگی‌نامه
در اواخر سده ۷ هجری قمری در قریه برزنجه واقع در شهرستان سلیمانیه عراق چشم به جهان گشود. 
طیب طاهری در کتاب تاریخ و فلسفه سرانجام بر اساس روایت به دنیا آمدن وی در روز نوروز، تولد وی را ۱/۱/۶۲۲ خورشیدی برابر با ۲۰/۹/۶۴۰ قمری و ۲۲/۳/۱۲۴۳ میلادی دانسته است. پدرش عیسی برزنجه‌ای در آن زمان رئیس درویشان قادری بوده‌است و خانقاه و مریدانی داشته‌است و مادرش خاتون دایراک ملقب به خاتون رمزبار یا رزبار دختر حسین بگ جاف بوده‌است، که در دین یاری یکی از هفت تن می‌باشد. بعد از درگذشت پدر مریدان او گرد سلطان سهاک جمع شدند و برادران بنای مخالفت را با او نهادند. از این رو از برزنجه به قریه شیخان در شهر پاوه در کرمانشاه ایران هجرت کرد و در آنجا نیز از دنیا رفت.مسلک اهل حق در زمان ایشان رواج یافت و رسمیت پیدا کرد. (برهان الحق. ف۷ص۴۳)
اشخاص زیادی از نقاط مختلف و از ملت‌ها و اقوام گوناگون نزد سلطان سهاک آمده و به وی دست ارادت داده و در حلقهٔ یاران او درآمدند. بسیاری از یاران سلطان سهاک اهل چین، هند، بخارا و سایر بلاد دوردست از ایران بوده‌اند و برای دیدار و یاری او به کردستان آمدند. دین یاری در زمان ایشان تجدید ساختار شد و فعالیت خود را علنی کرد. سلطان سهاک ارکان مزبور را به زبان کردی هورامی به نام بیابس پردیوری سرایش کرد و بیاوبس یاری را بنیان گذاشت. این بیاوبس به طوری که خود سلطان صریحاً گفته، برای جماعت اهل حق لازم‌الاجرا است و هرکس از ارکان آن تجاوز نماید از جامعهٔ اهل حق دانسته نمی‌شود. اصول آیین اهل حق بر چهار اصل پاکی، راستی، نیستی و ردا استوار است.
[یاری چار چیوه‌ن باوه‌ری وه جا
راستی و پاکی نیستی و ره‌دا (ب.ح فصل پنجم)]

## کلام سرانجام
گفتارهای سلطان سهاک در سرانجام (دیوان گوره) که کتاب مقدس یارسان به‌شمار می‌رود، جمع‌آوری شده و توسط طیب طاهری در سال ۲۰۰۷ به چاپ رسیده‌است. سرانجام به معنی عاقبت و آخر کار است و شامل کلیهٔ متونی است که سلطان سهاک (۶۷۵–۷۹۸ هجری) و یارانش در قرن هشتم هجری بیان کرده‌اند. این متون سرودها و نیایش‌ها و ادعیه و آداب و رسوم مذهبی و مسلکی و نذر و نیاز و قربانی‌ها را در برمی‌گیرد و بیشتر مطالب آن سینه به سینه منتقل شده‌است. کلام سرانجام به زبان گورانی نوشته شده‌است.

## خاندان‌های حقیقت
یکی از اقدامات مهم سلطان سهاک، تشکیل ۷ خاندان حقیقت به نام‌های خاموشی، یادگاری، شاه‌ابراهیمی، عالی‌قلندری، میرسوری، مصطفایی و حاجی باویسی بوده‌است. بعد از سلطان نیز چهار خاندان دیگر به نام‌های ذوالنوری، آتش‌بیگی، شاه‌حیاسی و باباحیدری تأسیس شدند.نام صحیح خاندانهای حقیقت بترتیب دفتر، سید محمد ، سید ابوالوفا ، سید میر احمد، سید مصطفی، سید شهاب الدین ،سید حبیب شاه و سید بابو عیسی می باشد 

## زیارتگاه سلطان سهاک
سلطان سهاک در زمان اقامت خود در هورامان در روستای شیخان اقامت داشته و در آنجا به دیدار با یاران و پیروانش می‌پرداخته‌است. هم‌اکنون آرامگاه او در روستای شیخان از توابع بخش نوسود در شهرستان پاوه در استان کرمانشاه واقع شده‌است. گفته می‌شود که مکان زیارتگاه در حوالی مکان سابق منزل سلطان سهاک قرار دارد. مکان زیارتگاه در نزدیکی محلی به نام پردیور واقع شده که از اماکن مقدس دین یارسان به‌شمار می‌آید و از ان به عنوان قبلهٔ مجازی یارسان یاد می‌شود.